# Ray-grass hybride
Espèce
Classification phylogénétique
Le ray-grass hybride est une plante herbacée annuelle de la famille des Poacées, couramment cultivée comme plante fourragère. C'est un hybride apparu en Europe qui résulte d'un croisement Lolium multiflorum × Lolium perenne.
Nom scientifique Lolium ×hybridum Hausskn., famille des Poaceae, sous-famille des Pooideae, tribu des Poeae.
Nom commun : ray-grass hybride.

## Description
Hauteur: 0,6 à 1,2 m

## Utilisation
Cette plante est largement cultivée comme plante fourragère. Elle est souvent semée en association avec du trèfle violet.

### Variétés
Il existe plus de 100 variétés de Ray grass hybride inscrites dans le Catalogue européen des espèces et variétés. Environ 65 variétés de ray-grass hybride sont inscrites au Catalogue officiel français